# 90式装甲输送车
90式履带装甲输送车（工厂代号YW535）是中国北方工业公司开发的一款履帶式装甲运兵车。该型车出现于1990年代初，主要用于外贸出口，中国人民解放军本身未批量装备。

## 构造
90式大幅改良自舊有的63式、85式，與89式大至相同，90式装甲输送车也采用了车体全封闭钢装甲，发动机和传动系统前置、乘员舱后置的总体布局方案。具有水上实施浮渡的能力，靠履带划水以及在翼子板与车体之间形成水流推动车体前进。90式在外型设计方面变化较大，车体上装甲板的倾斜角度和安装位置受86式步兵战车（仿制苏联BMP-1）明显影响，车体装甲板通过增加厚度或者调整了倾斜角度以提高抗弹性能。车体总高度比85式降低20余厘米以便于隐蔽。采用液压方向盘式方向控制机构，操作简单轻松。车长和驾驶员各有3具潜望镜，其中驾驶员中间潜望镜可换成红外/微光夜视仪，用于夜间驾驶。该车带有烟幕发射装置、集体式三防（核、生、化）装置与自动灭火装置。

## 动力
动力装置为一台BF8L413FC型8缸4冲程增压风冷柴油发动机，该发动机由德国KHD公司（通常译为道依茨）引进，北方工业总公司于1980年代初引进技术，并由所属工厂自行生产。

## 武器
自卫武器为一挺59式12.7毫米高射机枪。
衍生型步兵战车特殊處在於炮塔为一门車內遙控式 25mm口徑自動机关炮(弹药500发)，在1990年代算是新穎的裝備。

## 衍生型
- 90式裝甲運兵車（YW535）
- 90式裝甲指揮車
- 90式裝甲救護車
- 90式裝甲戰場回收車
- 90式82mm自行迫击炮車
- 90式120mm自行迫击炮車
- 90式30管130mm自行火箭炮
- 90式反坦克导弹发射车
- 91式裝甲步兵战斗车
- 91式裝甲戰場回收車

## 使用國
- 緬甸 [1]
- 中华人民共和国